# Thomas Fanara
Thomas Fanara (Annecy, 24 april 1981) is een Frans alpineskiër. Hij nam driemaal deel aan de Olympische Winterspelen, maar behaalde geen medaille.

## Carrière
Fanara maakte zijn wereldbekerdebuut in januari 2005 tijdens de reuzenslalom in Adelboden. Op 19 december 2010 skiede Fanara naar een eerste podiumplaats in een wereldbekerwedstrijd op de reuzenslalom in Alta Badia.
In 2006 nam Fanara een eerste keer deel aan de Olympische Winterspelen 2006. Op de reuzenslalom haalde hij de finish niet. Tijdens de Wereldkampioenschappen alpineskiën 2011 behaalde hij een gouden medaille met het Franse team in de gemengde landenwedstrijd.

## Resultaten

### Titels
Frans kampioen reuzenslalom – 2007, 2009, 2015

### Wereldkampioenschappen
| Jaar | Plaats            | Resultaten             |
| ---- | ----------------- | ---------------------- |
| 2007 | Åre               | 16e Reuzenslalom       |
| 2009 | Val d'Isère       | DNF1 Reuzenslalom      |
| 2011 | Garmisch-P.       | 6e Reuzenslalom · Team |
| 2013 | Schladming        | DNF1 Reuzenslalom      |
| 2015 | Vail/Beaver Creek | DNF1 Reuzenslalom      |
| 2019 | Åre               | DNF2 Reuzenslalom      |

### Olympische Spelen
| Jaar | Plaats      | Resultaten        |
| ---- | ----------- | ----------------- |
| 2006 | Turijn      | DNF1 Reuzenslalom |
| 2014 | Sotsji      | 9e Reuzenslalom   |
| 2018 | Pyeongchang | 5e Reuzenslalom   |

### Wereldbeker

#### Eindklasseringen
| Seizoen   | Algm | RS  |
| --------- | ---- | --- |
| 2004/2005 | 136e | 54e |
| 2005/2006 | 59e  | 18e |
| 2006/2007 | 78e  | 17e |
| 2007/2008 | 83e  | 25e |
| 2008/2009 | 48e  | 13e |
| 2009/2010 | 138e | 50e |
| 2010/2011 | 37e  | 6e  |
| 2011/2012 | 48e  | 12e |
| 2012/2013 | 29e  | 5e  |
| 2013/2014 | 29e  | 4e  |
| 2014/2015 | 27e  | 5e  |
| 2015/2016 | 23e  | 6e  |
| 2016/2017 | 73e  | 23e |
| 2017/2018 | 60e  | 18e |
| 2018/2019 | 30e  | 7e  |